# 幹線道路の沿道の整備に関する法律
幹線道路の沿道の整備に関する法律（かんせんどうろのえんどうのせいびにかんするほうりつ、昭和55年5月1日法律第34号）は、幹線道路沿線の整備に関する日本の法律である。
1980年（昭和55年）5月1日に公布された。

## 構成
- 第1章 - 総則（第1条 - 第4条）
- 第2章 - 沿道整備道路の指定等（第5条 - 第8条）
- 第3章 - 沿道地区計画（第9条 - 第10条）
- 第3章の2 - 沿道整備権利移転等促進計画（第10条の2 - 第10条の8）
- 第4章 - 沿道整備促進のための助成等（第11条 - 第13条）
- 第4章の2 - 沿道整備推進機構（第13条の2 - 第13条の6）
- 第5章 - 雑則（第14条 - 第16条）
- 第6章 - 罰則（第17条・第18条）

## 沿道整備道路
都道府県知事は国土交通大臣に協議し、その同意を得て沿道整備道路を指定でき、また都市計画に沿道地区計画を定められる。指定されている道路は次の通りである。
- 国道43号・阪神高速3号神戸線（兵庫県）
- 環状7号線（東京都）
- 環状8号線（東京都）
- 国道4号（東京都）
- 国道23号（三重県）
- 国道254号（東京都）